# Parijs-Cambrai
Parijs-Cambrai was een  wielerwedstrijd tussen de Franse steden Parijs en Kamerijk. De wedstrijd werd georganiseerd in 1913 en vervolgens, met onderbrekingen,  van  1923 tot 1937. 
- 1913 -  Félix Goethals
- 1923 -  Fernand Lemay
- 1924 -  Aimé Dossche
- 1925 -  Adolf Van Bruane
- 1926 -  Jérôme Declercq
- 1927 -  Jérôme Declercq
- 1928 -  Joseph Vanderhaeghen
- 1929 -  Aimé Dossche
- 1930 - niet verreden
- 1931 -  Henri Deudon
- 1932-1933 - niet verreden
- 1934 -  Michel Catteeuw

## Bron
- Mémoire de cyclisme